# 耳唇对叶兰
耳唇对叶兰（学名：Neottia pseudonipponica）也称假日本对叶兰，为兰科鸟巢兰属下的一个种。